# IHF-Pokal der Frauen 1992/93
Der IHF-Pokal 1992/93 war die zwölfte Austragung dieses Handball-Wettbewerbes, der zum ersten Mal von dem rumänischen Club Rapid Bukarest gewonnen wurde.

## 1. Runde
|                       | Gesamt |                          | Hinspiel | Rückspiel |
| --------------------- | ------ | ------------------------ | -------- | --------- |
| Rapid Bukarest        | 59:35  | ASE Doukas               | 32:14    | 27:21     |
| Zeeman Vastgoed Zwag  | 46:39  | ATV Basel-Stadt 1862     | 26:16    | 18:23     |
| Politehnik Minsk      | 46:45  | Avtomobilist Brovary     | 27:22    | 19:23     |
| AZS-AWF Breslau       | 51:38  | HC Gabrovo               | 29:15    | 22:23     |
| ZRK Split             | 44:39  | Mlinotest Ajdovscina     | 23:18    | 21:21     |
| Dnister Tiraspol      | 42:60  | Bakinka Baku             | 20:21    | 22:39     |
| SG Landhaus/Post Wien | 26:57  | BFV Frankfurt/Oder       | 17:28    | 9:29      |
| UMF Stjarnan Gardabae | 29:35  | IF Skovbakken Aarhus     | 13:23    | 16:12     |
| Gjerpen IF Skient     | 48:35  | Spårvägens HF Stockholm  | 26:13    | 22:22     |
| DHC Meeuwen           | 46:39  | HC Standard Luxembourg   | 27:11    | 24:17     |
| CS da Madeira         | 31:59  | Vanyera Remudas          | 15:27    | 16:32     |
| VSC Debreceni         | 48:35  | Anadolu Uni SC Eskişehir | 40:15    | 35:18     |
| GS Sassari            | 33:69  | CSL Dijon                | 17:32    | 16:37     |

## Achtelfinale
|                    | Gesamt |                      | Hinspiel | Rückspiel |
| ------------------ | ------ | -------------------- | -------- | --------- |
| Rapid Bukarest     | 47:39  | Zeeman Vastgoed Zwag | 24:17    | 23:22     |
| AZS-AWF Breslau    | 40:48  | Politehnik Minsk     | 26:20    | 14:28     |
| ZRK Split          | 31:39  | TJ Tempo Partizánske | 17:20    | 14:19     |
| SC Leipzig         | 45:44  | Bakinka Baku         | 29:21    | 16:23     |
| BFV Frankfurt/Oder | 53:38  | SC Luch Moskau       | 28:19    | 25:19     |
| Gjerpen IF Skient  | 54:42  | IF Skovbakken Aarhus | 24:18    | 30:24     |
| DHC Meeuwen        | 29:36  | Vanyera Remudas      | 15:15    | 14:21     |
| VSC Debreceni      | 47:50  | CSL Dijon            | 29:21    | 18:29     |

## Viertelfinale
|                      | Gesamt |                   | Hinspiel | Rückspiel |
| -------------------- | ------ | ----------------- | -------- | --------- |
| Politehnik Minsk     | 48:48  | Rapid Bukarest    | 28:21    | 20:27     |
| TJ Tempo Partizánske | 40:49  | SC Leipzig        | 22:25    | 18:24     |
| BFV Frankfurt/Oder   | 45:52  | Gjerpen IF Skient | 30:23    | 15:29     |
| Vanyera Remudas      | 32:39  | CSL Dijon         | 17:19    | 15:20     |

## Halbfinale
|                   | Gesamt |                | Hinspiel | Rückspiel      |
| ----------------- | ------ | -------------- | -------- | -------------- |
| SC Leipzig        | 47:47  | Rapid Bukarest | 26:21    | 21:26 4:5 n.S. |
| Gjerpen IF Skient | 39:53  | CSL Dijon      | 19:25    | 20:28          |

## Finale
|                | Gesamt |           | Hinspiel | Rückspiel |
| -------------- | ------ | --------- | -------- | --------- |
| Rapid Bukarest | 50:40  | CSL Dijon | 28:16    | 22:24     |

## Siegermannschaft
| Rapid Bukarest |
| Mihaela Ciobanu Marilena Doiciu (Kapitän) Carmen Petrescu Florentina Ciobotaru Sorina Lefter Marilena Fânaru Vasilica Dobre Sorina Kosinski Adriana Stanciu Gabriela Dimcescu Florica Ivan-Vasile Mioara Cipăian Florentina Dobre Mihaela Chitoroagă Mariana Ivașcu |
| Tiberius Milea (Trainer) |